# Corumbaense FC
Corumbaense Futebol Clube – brazylijski klub piłkarski z siedzibą w mieście Corumbá leżącym w stanie Mato Grosso do Sul.

## Osiągnięcia
- Mistrz stanu Mato Grosso do Sul: 1984

## Historia
Corumbaense założony został 1 stycznia 1914. W 1985 roku klub wziął udział w rozgrywkach I ligi brazylijskiej (Campeonato Brasileiro Série A), zajmując w końcowej klasyfikacji 41. miejsce (na 44 uczestników).